# Polska Wspólnota Narodowa
Polska Wspólnota Narodowa (PWN) – polska pozaparlamentarna partia polityczna o charakterze nacjonalistycznym, antyglobalistycznym i antysystemowym.

## Profil ideowy
Partia o orientacji szowinistycznej, przeciwna UE oraz NATO, o akcentach antyklerykalnych. Opowiadała się za niezależnością polityczno-gospodarczą od UE, NATO i USA, a także za ścisłą współpracą z krajami słowiańskimi, a zwłaszcza Rosją. PWN należała do Soboru Wszechsłowiańskiego – organizacji odwołującej się do tradycji panslawizmu, działającej w Rosji i na Białorusi. PWN w latach 1998–2005 wydawała miesięcznik „Wspólnota” w nakładzie 10 000 egzemplarzy. Bardzo dużą część członków PWN stanowili przedstawiciele młodzieżowej kontrkultury Skinheads.
Partii zarzucano aspiracje neofaszystowskie. Polska Wspólnota Narodowa zasłynęła z organizowania różnych kontrowersyjnych manifestacji w latach 90. XX wieku:
- 26 lutego 1992 lider partii zorganizował w pobliżu polsko-niemieckiego przejścia granicznego antyniemiecką i antysemicką manifestację, na którą zjechało z całej Polski ponad dwustu neonazistów i skinheadów przeciwko próbie przyłączenia naszych ziem zachodnich do Niemiec. Podczas protestu zdewastowanych zostało kilkanaście samochodów z zagranicznymi rejestracjami.
- 6 października 1993 przewodniczący Bolesław Tejkowski stanął przed warszawskim Sądem Rejonowym oskarżony o publiczne poniżanie władz, lżenie papieża, episkopatu, katolików oraz Żydów, a także o nawoływanie do waśni na tle narodowościowym.
- 6 kwietnia 1996 na terenie muzeum Auschwitz-Birkenau odbyła się manifestacja zorganizowana pod pretekstem poparcia dla budowy przez spółkę Maja Janusza Marszałka supermarketu w strefie ochronnej obozu. Przeciwko tej inwestycji protestowały wcześniej organizacje żydowskie. Do zgromadzonych przemówił Jan Bartula, przewodniczący katowickiego oddziału partii, mówiąc: Chcemy spokojnie żyć i nie chcemy, aby Oświęcim był kartą przetargową Żydów. Bolesław Tejkowski w wywiadzie dla obecnych na miejscu dziennikarzy stwierdził, że w Auschwitz na pewno zginęło więcej prawdziwych Polaków. To Żydzi starają się sfałszować historię, to oni ratowani przez naszych patriotów wstępowali potem do UB i tam ich mordowali. Wojewoda bielski Marek Trombski udzielił neofaszystom zgody na manifestację.
- 22 marca 2003 w Gdyni wraz z m.in. Młodzieżą Wszechpolską i Ligą Polskich Rodzin partia protestowała przeciwko Unii Europejskiej. W manifestacji udział wzięło około stu osób. Wznoszono hasła ksenofobiczne i antysemickie. Do podobnej eurosceptycznej manifestacji o prowokacyjnym charakterze doszło 16 kwietnia 2003 na warszawskim placu Bankowym[2].

PWN zdecydowanie popierała politykę prezydenta Rosji Władimira Putina i m.in. dokonaną przez niego aneksję ukraińskiego Krymu.

## Historia
Powstała w 1990 z przekształcenia Polskiego Związku Wspólnoty Narodowej (działającego nielegalnie od 1955). Zarejestrowana została 12 grudnia 1990. Od początku przewodniczącym był Bolesław Tejkowski (był on liderem PZWN od 1981, zmarł w 2022). W latach 1990–1991 PWN wydawała miesięcznik „Myśl Narodowa Polska” (ukazało się 10 numerów) oraz dwie książki Przemysława Dymskiego (Rak synagogi w Episkopacie Polskim, Antysemityzm – hańba czy nadzieja, 1991) we własnym wydawnictwie Walka z Okupacją Żydowską. Partia ta używała w latach 1993–1996 dwuczłonowej nazwy Polska Wspólnota Narodowa – Polskie Stronnictwo Narodowe.
W wyborach do parlamentu w 1991, 1993 i 1997 partia startowała jako PWN-PSN, uzyskując odpowiednio: 5262 (0,05%), 14989 (0,1%) i 8590 (0,07%) głosów poparcia. W wyborach do parlamentu w 2001 partia wystartowała jako PWN i uzyskała 2644 (0,02%) głosy poparcia; w wyborach w 2005 deklarowała start jako Polski Komitet Narodowy (w sojuszu z Polskim Stronnictwem Narodowym), jednakże ostatecznie ze startu zrezygnowała. W żadnych kolejnych wyborach również nie brała udziału.
19 grudnia 2022 (nieco ponad pół roku po śmierci przewodniczącego partii Bolesława Tejkowskiego) Sąd Okręgowy w Warszawie, w wyniku niezłożenia sprawozdania finansowego za 2021 rok, wyrejestrował PWN z ewidencji partii politycznych.